# Gà Móng
Gà móng hay còn gọi là gà chân voi là giống gà nội địa của Việt Nam hiện nay còn được nuôi duy nhất ở xã Tiên Phong (Duy Tiên, Hà Nam). Đây là một giống gà quý có tên trong sách Đỏ Việt Nam .

## Đặc điểm
Gà Móng là giống gà cổ thuần chủng, chân to, thân hình giống gà Hồ (Bắc Ninh), chất lượng thịt ngon như gà Đông Cảo (Hưng Yên). 
Giống gà Móng vốn du nhập từ Hưng Yên. Do vị trí nuôi hiện nay được bao bọc bởi sông Châu nên giống không bị lai tạp. Qua thời gian, giống gà này vẫn giữ được những đặc tính tốt nhất. Tuy nhiên, do nhu cầu thị trường ngày càng tăng, người dân trong làng, xã vì mục đích kinh tế đã đầu tư xây dựng trang trại nuôi gà công nghiệp nên gà Móng ít nhiều bị ảnh hưởng .
Loài này có đặc điểm con trống màu đỏ tía, chân to bằng tay trẻ em, vảy thẳng hàng không xù xì như gà Đông Cảo (Hưng Yên), gà mái lông trắng nhạt .
Gà con khi mới nở bao giờ màu lông cũng trắng, chân vàng. Kẽ chân có đường viền đỏ, vảy thẳng hàng.
Năm 2003 trong một lần khảo sát Sở Nông nghiệp tỉnh Hà Nam ở xã Tiên Phong, Gà Móng đã được đưa lên Viện Chăn nuôi để xét nghiệm với kết quả là gen của giống gà này thuộc loại quý hiếm. Trong năm này, gà Móng được ghi vào sách Đỏ Việt Nam
Tuy được liệt vào sách Đỏ nhưng loại gà này được người dân Tiên Phong nuôi phổ biến và là loài vật duy nhất không bị cấm nuôi, buôn bán, vận chuyển theo quy định về bảo tồn 

## Nuôi nhốt
Một trong những người có công phát hiện và bảo tồn giống gà Móng quý hiếm là ông Hoàng Kinh Tôn ở thôn An Mông, Tiên Phong và cũng vì thế ông đã được Bộ Nông nghiệp và Phát triển Nông thôn trao tặng Huy chương Vì sự nghiệp phát triển nông thôn năm 2004.
Gà Móng chỉ duy nhất xã Tiên Phong là có thể nuôi tốt. Nhiều người từ vùng khác đến mua gà giống về nuôi thử nhưng sau hai ba lứa thì bị chết. Viện chăn nuôi giám định chỉ có xã Tiên Phong là nơi lưu giữ nguồn gen tốt nhất. Hiện nay, đến năm 2013, xã Tiên Phong có hơn 95% số hộ nuôi gà, với khoảng 18.000 con mái đẻ. Hộ ít thì vài chục con, hộ nhiều hàng nghìn con.
Gà Móng theo người dân địa phương thì rất dễ nuôi, chỉ ăn lúa, ngô, khoai, sắn nghiền. Sau 7 tháng, gà trống đạt 3,5–4 kg, gà mái 2,5–3 kg .
Từ 7 đến 8 tháng, gà Móng bắt đầu đẻ, trung bình gà mái đẻ 200 đến 230 trứng một năm 

## Thị trường
Năm 2009, tỉnh Hà Nam đã triển khai dự án bảo tồn gene gà Móng. Dự án này thực hiện trong 50 năm với tổng số tiền hỗ trợ hơn 7 tỷ đồng gồm hệ thống hạ tầng, chuồng trại, vườn và sân chơi trong quá trình chăn nuôi phù hợp với đặc điểm của giống gà này. Nguồn vốn của Nhà nước hỗ trợ 600 triệu đồng xây dựng tuyến đường giao thông bằng bê tông từ trục đường chính vào dài 500m và 200m đường nội bộ và đường điện cung cấp cho khu chăn nuôi. Quy mô sản xuất của khu chăn nuôi khoảng 10.000 gà sinh sản và 5.000 gà giống.
Đầu năm 2013, giá Gà Móng thương phẩm khoảng 180.000 đồng/kg, trong khi gà ta thườnglà 120.000 đồng, do chất lượng thịt gà Móng ngon, thơm, da giòn, không mỡ nên được nhiều người ưa chuộng  
Theo một số người dân địa phương chăn nuôi gà Móng, mỗi tháng trừ mọi chi phí một trang trại gà Móng thu được lãi từ 20 đến 30 triệu đồng.

## Đánh giá
- " Gà Móng từ xưa đã gắn bó với người dân xã Tiên Phong nên thích nghi với địa chất, khí hậu nơi đây. Loại này duy nhất xã Tiên Phong nuôi được. Chúng chống dịch bệnh tốt, năm 2003 nhiều địa phương lân cận gà bị cúm H5N1 nhưng chỉ gà Móng không bị sao. Loại gà này được nuôi thí điểm nhiều nơi nhưng không mang lại hiệu quả kinh tế "_Ông Đỗ Đức Diện, Chi cục trưởng Chi cục chăn nuôi - thủy sản tỉnh Hà Nam .